# Loggia Amulea
La Loggia Amulea è un palazzo in stile neogotico situato in Prato della Valle, la più grande piazza di Padova. Il palazzo è stato sede dei vigili del fuoco di Padova dal 1906 al 1989; in seguito ospita alcuni uffici comunali. Il fronte della costruzione è caratterizzato da un elegante loggiato; nella sala adiacente alla grande balconata vengono talora celebrati i matrimoni civili.

## Storia

### La lunga gestazione di Jappelli
Dopo l'incendio del 1822, che distrusse il preesistente Collegio Amuleo, si cercarono alternative per la ricostruzione di quello spazio. Nel 1827 Giuseppe Jappelli avanzò una proposta, rispondendo alle esigenze dell'amministrazione, che richiedeva un edificio di rappresentanza: questo progetto avrebbe dovuto prevedere un loggiato ionico con un porticato di pilastri squadrati. Tuttavia, l'idea di Jappelli era quella di aggiungere altri elementi, come sale da caffè, da ballo, da gioco, un teatro diurno, costruendo attorno all'edificio di rappresentanza un insieme di luoghi per la collettività sociale, che andavano a integrarsi, ampliandolo, con il progetto del loggiato. Quest'idea venne però abbandonata già nel 1832, quando Jappellì presentò - per gli spazi intorno all'ex Collegio - il progetto di una caserma. Nel 1847, dopo circa venti anni di attese, i progetti di Jappelli ancora non erano stati messi a cantiere, mentre erano parzialmente mutate le esigenze dell'amministrazione che preferì assegnare il luogo come dimora del generale del secondo corpo del Regno Lombardo-Veneto.

### Il progetto di Maestri

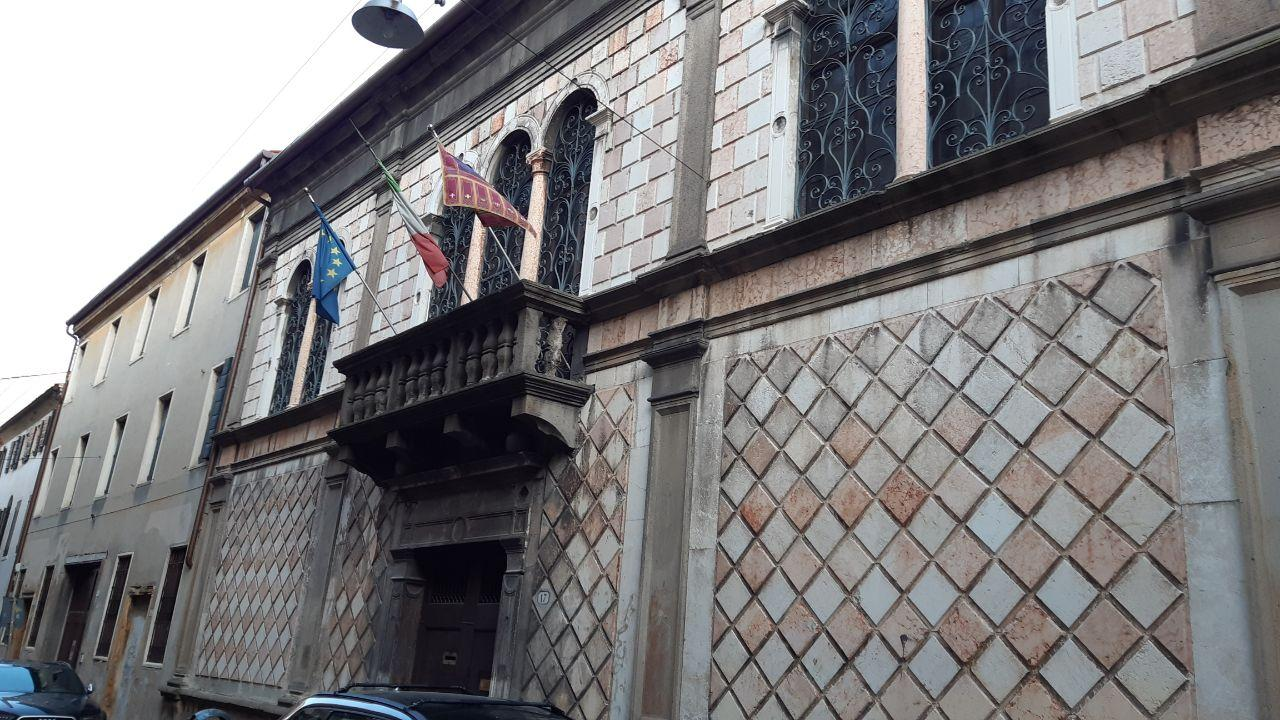
Facciata del palazzo dei conti Passera da Genova (Padova)

Jappelli morì nel 1852, ma i suoi progetti per l'ex collegio rimasero senza seguito, sia per il costo molto alto che avrebbero comportato che per la diminuita popolarità dell'architetto. Nel 1858 Eugenio Maestri presentò al podestà Francesco De Lazara il suo progetto per la Loggia Amulea che, rispetto a quelli avanzati da Jappelli, era più economico: questo fattore fu piuttosto rilevante, in quanto la realizzazione del progetto avrebbe rappresentato per l'amministrazione un investimento che si voleva produttivo, in quanto doveva assolvere alle funzioni di rappresentanza pubblica per le autorità ma anche di palco privilegiato per un pubblico pagante. Il progetto del Maestri si distaccava dallo stile neoclassico di Jappelli per abbracciare il revival del gotico italiano proposto da Pietro Selvatico nella direzione dello "stile nazionale" di Camillo Boito, anche attraverso un largo uso di terrecotte negli elementi decorativi. La scelta stilistica non fu salutata favorevolmente né dalla stampa, che si schierò anche duramente contro la scelta municipale, né dalla critica, né dalla cittadinanza. 
Quest'opera, ritenuta però adeguata dall'amministrazione, valse al Maestri l'incarico per il restauro delle ex carceri dette "delle Debite", oggi Palazzo delle Debite.